# Acrotritia dikra
Acrotritia dikra är en kvalsterart som först beskrevs av Wojciech Niedbała och Schatz 1996.  Acrotritia dikra ingår i släktet Acrotritia och familjen Euphthiracaridae. Inga underarter finns listade i Catalogue of Life.